# Seoul Music Awards
Seoul Music Awards (en hangul, 서울가요대상; romanización revisada, Seúl Gayo Daesang; también llamado como High1 Seoul Music Awards debido a derechos de patrocinio) es una entrega de premios fundada en 1990, presentada anualmente por la compañía de eventos recreativos y sociales surcoreana Sports Seoul, para consecuciones excepcionales en la industria de la música en Corea del Sur.
Los ganadores son cantantes seleccionados que lanzaron álbumes durante el año, combinado con 20% de votos móviles, 10% de votos por la encuesta de popularidad de Sports Seoul, 40% de ventas de álbumes y descargas digitales y 30% por los puntos de los jueces.

## Categorías
Hay ocho categorías que no son restringidos por género, y tres categorías de Trot, Hip hop y R&B.
- Premio Daesang (Gran Premio), o Artista del Año , está otorgado al mejor artista, entre doce alternativas, según votos de álbumes en línea y ventas digitales y un valor final de los jueces de la ceremonia de premios.
- Premios Bonsang (Premio Principal) , puede ser otorgado a hasta doce artistas, según votos en línea de álbumes y ventas digitales y un valor final de los jueces de la ceremonia.
- Grabación del Año en Lanzamiento de Álbum, o Mejor Álbum, está otorgado al mejor álbum de estudio.
- Grabación del Año en Lanzamiento Digital , está otorgado al mejor lanzamiento de un sencillo digital.
- Nuevo Artista , está otorgado a intérpretes nuevos, normalmente tres en cada año.
- Premio a la Mejor Actuación , está otorgado al mejor intérprete en vivo.
- Premio Trot , está otorgado al mejor intérprete de música trot.
- Hip hop/Rap , está otorgado al mejor intérprete de Hip hop/Rap .
- R&B/Balada , está otorgado al mejor intérprete de los géneros balada y R&B .
- Premio de un OST , está otorgado al mejor intérprete de una banda sonora original de un drama, película o programa de televisión.
- Premio de Popularidad , está otorgado a intérpretes quiénes obtuvieron popularidad durante el año, normalmente dos en cada año, siendo escogidos por votos en línea. La lista de candidatos proviene de los candidatos para el Bonsang y los premios de Nuevo Artista.
- Premio Especial Hallyu , está otorgado al intérprete quién obtuvo popularidad alrededor del mundo durante el año.

## Ceremonias
| Edición | Fecha                   | Recinto                                  | Lugar       | Presentador(es)                              | Ref.   |
| ------- | ----------------------- | ---------------------------------------- | ----------- | -------------------------------------------- | ------ |
| 1.º     | ?                       | ?                                        | ?           | ?                                            |        |
| 2.º     | 15 de diciembre de 1991 | Universal Arts Center                    | Seúl        | Lee Gye-jin y Wang Young-eun                 |        |
| 3.º     | 6 de diciembre de 1992  | Universal Arts Center                    | Seúl        | Lee Gye-jin y Jeon Eun-jin                   |        |
| 4.º     | 5 de diciembre de 1993  | Universal Arts Center                    | Seúl        | Lee Gye-jin y Song Sun-kyung                 |        |
| 5.º     | 4 de diciembre de 1994  | Universal Arts Center                    | Seúl        | Lee Gye-jin y Lee Young-hyun                 |        |
| 6.º     | 7 de diciembre de 1995  | Universal Arts Center                    | Seúl        | Lee Gye-jin y Choi Young-Im                  |        |
| 7.º     | 5 de diciembre de 1996  | Universal Arts Center                    | Seúl        | Lee Gye-jin y Choi Young-joo                 |        |
| 8.º     | 4 de diciembre de 1997  | Universal Arts Center                    | Seúl        | Kim Seung-Hyun y Kim Nam-joo                 |        |
| 9.º     | 18 de diciembre de 1998 | Universal Arts Center                    | Seúl        | Kim Seung-Hyun y Kim Hyun-joo                |        |
| 10.º    | 14 de diciembre de 1999 | KBS Sports World                         | Seúl        | Yoo Jung-hyun y Lee Seung Yeon               |        |
| 11.º    | 6 de diciembre de 2000  | Central City Millenium Hall              | Seúl        | Yoo Jung-hyun y Kim So-yeon                  |        |
| 12.º    | 7 de diciembre de 2001  | Universidad de Kyung Hee                 | Seúl        | Yoo Jung-hyun y Kim Jung Eun                 |        |
| 13.º    | 6 de diciembre de 2002  | Universidad de Kyung Hee                 | Seúl        | Yoo Jung-hyun y Kim Jung Eun                 |        |
| 14.º    | 12 de diciembre de 2003 | Universidad de Kyung Hee                 | Seúl        | Yoo Jung-hyun y Sung Yu Ri                   |        |
| 15.º    | 10 de diciembre de 2004 | Universidad de Kyung Hee                 | Seúl        | Shin Dong-yup y Han Ji-hye                   |        |
| 16.º    | 1 de diciembre de 2006  | Korea International Exhibition Center    | Ilsanseo-gu | Nam Hee-suk y Park Jung-ah                   |        |
| 17.º    | 31 de enero de 2008     | Kangwon Land High1 Hotel Conference Hall | Gangwon     | Kim Sung-joo y Park Jung-ah                  | [ 3 ]  |
| 18.º    | 12 de febrero de 2009   | Gimnasio Olímpico de Esgrima             | Taebaek     | Park Jung-ah, Shin Young-il y Jang Yun-jeong | [ 4 ]  |
| 19.º    | 3 de febrero de 2010    | SK Olympic Handball Gymnasium            | Seúl        | Tak Jae-hoon y Uee                           | [ 5 ]  |
| 20.º    | 20 de enero de 2011     | Universidad de Kyung Hee                 | Seúl        | Shin Dong-yup, Tak Jae-hoon y Yuri           | [ 6 ]  |
| 21.º    | 19 de enero de 2012     | Arena de Gimnasia Olímpica               | Seúl        | Shin Hyun-joon, Tak Jae-hoon y Suzy          | [ 7 ]  |
| 22.º    | 31 de enero de 2013     | SK Olympic Handball Gymnasium            | Seúl        | Tak Jae-hoon y Suzy                          | [ 8 ]  |
| 23.º    | 23 de enero de 2014     | Arena Jamsil                             | Seúl        | Seo Kyung-seok, Eunhyuk y Eunji              | [ 9 ]  |
| 24.º    | 22 de enero de 2015     | Arena de Gimnasia Olímpica               | Seúl        | Jun Hyun-moo, Soyou y Leeteuk                | [ 10 ] |
| 25.º    | 14 de enero de 2016     | Arena de Gimnasia Olímpica               | Seúl        | Jun Hyun-moo, Lee Ha Nui y Hani              | [ 11 ] |
| 26.º    | 19 de enero de 2017     | Arena Jamsil                             | Seúl        | Tak Jae-hoon, Kim Hee-chul y Somi            | [ 12 ] |
| 27.º    | 25 de enero de 2018     | Gocheok Sky Dome                         | Seúl        | Shin Dong-yup, Kim Hee-chul y Kim So-hyun    | [ 13 ] |
| 28.º    | 15 de enero de 2019     | Gocheok Sky Dome                         | Seúl        | Shin Dong-yup, Kim Hee-chul y Kim So-hyun    | [ 14 ] |
| 29.º    | 30 de enero de 2020     | Gocheok Sky Dome                         | Seúl        | Shin Dong-yup, Kim Hee-chul y Jo Bo-ah       | [ 15 ] |
| 30.º    | 31 de enero de 2021     | Arena de Gimnasia Olímpica               | Seúl        | Shin Dong-yup, Kim Hee-chul y Choi Soo-young | [ 16 ] |
| 31.º    | 23 de enero de 2022     | Gocheok Sky Dome                         | Seúl        | Kim Sung-joo, Boom y Kim Seol-hyun           | [ 17 ] |
| 32.º    | 19 de enero de 2023     | Arena de Gimnasia Olímpica               | Seúl        | Kim Il-joong, Choi Min-ho y Mijoo            |        |
| 33.º    | 2 de enero de 2024      | Estadio Rajamangala                      | Bangkok     | Lee Seung-gi, Tiffany, BamBam, Youngjae      |        |

## Categorías

### Premio Daesang (principal)
| Edición | Año  | Ganadores          |
| ------- | ---- | ------------------ |
| 1.º     | 1990 | Byeon Jin Seob     |
| 2.º     | 1991 | Tae Jin Ah         |
| 3.º     | 1992 | Seo Taiji and Boys |
| 4.º     | 1993 | Seo Taiji and Boys |
| 5.º     | 1994 | Kim Gun Mo         |
| 6.º     | 1995 | Roo'ra             |
| 7.º     | 1996 | Clon               |
| 8.º     | 1997 | H.O.T.             |
| 9.º     | 1998 | H.O.T.             |
| 9.º     | 1998 | Sechs Kies         |
| 10.º    | 1999 | Jo Sungmo          |
| 10.º    | 1999 | Fin.K.L            |
| 11.º    | 2000 | Jo Sungmo          |
| 12.º    | 2001 | Kim Gun Mo         |
| 13.º    | 2002 | BoA                |
| 14.º    | 2003 | Lee Hyori          |
| 15.º    | 2004 | Shinhwa            |
| 16.º    | 2006 | TVXQ               |
| 17.º    | 2008 | Big Bang           |
| 18.º    | 2009 | Wonder Girls       |
| 19.º    | 2010 | Girls' Generation  |
| 20.º    | 2011 | Girls' Generation  |
| 21.º    | 2012 | Super Junior       |
| 22.º    | 2013 | Psy                |
| 23.º    | 2014 | EXO                |
| 24.º    | 2015 | EXO                |
| 25.º    | 2016 | EXO                |
| 26.º    | 2017 | BTS                |
| 27.º    | 2018 | BTS                |
| 28.º    | 2019 | BTS                |
| 29.º    | 2020 | BTS (álbum)BTS     |
| 29.º    | 2020 | Taeyeon (digital)  |
| 30.º    | 2021 | BTS                |
| 31.º    | 2022 | BTS                |
| 32.º    | 2023 | BTS                |
| 33.º    | 2024 | Jimin              |
| 34.º    | 2025 | I-dle              |
|         |      |                    |

### Premio Bonsang (principal)
| Edición | Año  | Ganadores    | Ganadores          | Ganadores        | Ganadores      | Ganadores         | Ganadores      | Ganadores          | Ganadores     | Ganadores         | Ganadores         | Ganadores       | Ganadores | Ganadores | Ganadores | Ganadores | Ganadores |   |           |
| ------- | ---- | ------------ | ------------------ | ---------------- | -------------- | ----------------- | -------------- | ------------------ | ------------- | ----------------- | ----------------- | --------------- | --------- | --------- | --------- | --------- | --------- | - | --------- |
| 1.º     | 1990 | Na-mi        | Hyun Chul          | Min Hae-kyung    | Byun Ji-sub    | Joo Hyun-mi       | Kim Ji-ae      |                    |               |                   |                   |                 |           |           |           |           |           |   |           |
| 2.º     | 1991 | Kang Susie   | Lee Sang-woo       | Kim Wan-sun      | Noh Sa-yeon    | Tae Jin-ah        | Kim Ji-ae      | Kim Jeong-soo      |               |                   |                   |                 |           |           |           |           |           |   |           |
| 3.º     | 1992 | Kang Susie   | Lee Sang-woo       | Min Hae-kyung    | Yang Soo-kyung | Shin Seung-hun    | Kim Kook-hwan  | Lee Seung Hwan     |               |                   |                   |                 |           |           |           |           |           |   |           |
| 4.º     | 1993 | Kim Won-jun  | Seo Taiji and Boys | Choi Yoo-na      | Lee Mu-song    | Shin Seung-hun    | Kim Gun-mo     | Kim Jeong-soo      | Kim So-hee    | Shin Hyo-beom     |                   |                 |           |           |           |           |           |   |           |
| 5.º     | 1994 | Seol Woon-do | Lim Ju-ri          | Choi Yoo-na      | Boohwal        | Shin Seung-hun    | Kim Gun-mo     | Shin Seong-woo     | Roo'ra        | Two Two           |                   |                 |           |           |           |           |           |   |           |
| 6.º     | 1995 | Noise        | Seo Taiji and Boys | Solid            | J.Y. Park      | R.ef              | Kim Gun-mo     | Park Mi-kyung      | DJ Doc        | Shin Hyo-beom     |                   |                 |           |           |           |           |           |   |           |
| 7.º     | 1996 | Hoon         | Kim Jung-min       | Clon             | Insooni        | R.ef              | Kim Gun-mo     | Park Mi-kyung      | Turbo         | Kim Won-jun       | Green Arena       |                 |           |           |           |           |           |   |           |
| 8.º     | 1997 | H.O.T.       | Im Chang Jung      | DJ Doc           | J.Y. Park      | UP                | Jinusean       | Sechs Kies         | Turbo         | Kim Kyung Ho      | Uhm Jung-hwa      |                 |           |           |           |           |           |   |           |
| 9.º     | 1998 | H.O.T.       | Fin.K.L            | Kim Kyung Ho     | Kim Jong Hwang | Song Dae Kwan     | Kim Gun Mo     | Sechs Kies         | Turbo         | S.E.S.            | Uhm Jung-hwa      |                 |           |           |           |           |           |   |           |
| 10.º    | 1999 | H.O.T.       | Fin.K.L            | Jo Sungmo        | Baby V.O.X     | Song Dae Kwan     | Kim Gun Mo     | Sechs Kies         | Clon          | Im Chang Jung     | Uhm Jung-hwa      | Country Kko Kko |           |           |           |           |           |   |           |
| 11.º    | 2000 | G.o.d.       | Fin.K.L            | Jo Sungmo        | Tae Jin Ah     | Shin Seung Hun    | Park Ji Yoon   | Steve Seungjun Yoo | Lee Jung Hyun | Im Chang Jung     | Uhm Jung-hwa      |                 |           |           |           |           |           |   |           |
| 12.º    | 2001 | G.o.d.       | Fin.K.L            | Kangta           | Tae Jin Ah     | Shin Seung Hn     | Kim Gun Mo     | Steve Seungjun Yoo | Lee Jung Hyun | Im Chang Jung     | Uhm Jung-hwa      | Park Ji Yoon    | Wax       |           |           |           |           |   |           |
| 13.º    | 2002 | BoA          | Cool               | Jang Na RA       | Koyote         | Lee Soo Young     | Park Hyo Shin  | Shinhwa            | Wax           | Yoon Do Hyun Band | Sung Si Kyung     |                 |           |           |           |           |           |   |           |
| 14.º    | 2003 | Baby V.O.X   | Fly to the Sky     | Jewelry          | Koyote         | Lee Hyori         | Wheesung       | Shinhwa            | Wax           | Rain              | Yoon Do Hyun Band |                 |           |           |           |           |           |   |           |
| 15.º    | 2004 | Cho PD       | Lee Seung Chul     | Lee Soo Young    | Koyote         | TVXQ              | Shin Seung Hun | Shinhwa            | Park Hyo Shin | Rain              | Kim Jong Kook     |                 |           |           |           |           |           |   |           |
| 16.º    | 2006 | VIBE         | Son Hoyoung        | MC Mong          | Park Jung Ah   | TVXQ              | SG Wannabe     | Shin Sung Hun      | Turtles       | Baek Ji Young     | Jang Yun Jeong    |                 |           |           |           |           |           |   |           |
| 17.º    | 2008 | Big Bang     | Super Junior       | Epik High        | Eru            | V.O.S             | MC the Max     | SG Wannabe         | SeeYa         | Baek Ji Young     | Jang Yun Jeong    |                 |           |           |           |           |           |   |           |
| 18.º    | 2009 | Big Bang     | SS501              | Brown Eyed Girls | Wonder Girls   | TVXQ              | Kim Jong Kook  | SG Wannabe         | Son Dam Bi    | Baek Ji Young     | Jang Yun Jeong    |                 |           |           |           |           |           |   |           |
| 19.º    | 2010 | 2PM          | Super Junior       | Brown Eyed Girls | Davichi        | Girls' Generation | SHINee         | Kim Tae Woo        | Son Dam Bi    | Baek Ji Young     | KARA              |                 |           |           |           |           |           |   |           |
| 20.º    | 2011 | 4minute      | 2AM                | Beast            | FT Island      | Girls' Generation | SHINee         | Miss A             | Secret        | Son Dam Bi        | IU                |                 |           |           |           |           |           |   |           |
| 21.º    | 2012 | 4minute      | Super Junior       | Beast            | FT Island      | Girls' Generation | KARA           | Miss A             | Secret        | Sistar            | IU                | Lee Seung Gi    | T-ara     |           |           |           |           |   |           |
| 22.º    | 2013 | Big Bang     | Super Junior       | f(x)             | 2NE1           | Huh Gak           | SHINee         | Miss A             | Secret        | Sistar            | Epik High         | Lee Seung Gi    | Psy       |           |           |           |           |   |           |
| 23.º    | 2014 | 4minute      | B.A.P              | Beast            | VIXX           | Girls' Generation | SHINee         | Apink              | Infinite      | Sistar            | EXO               | Cho Yong Pil    | B1A4      |           |           |           |           |   |           |
| 24.º    | 2015 | AOA          | Super Junior       | Beast            | VIXX           | Girl's Day        | Infinite       | Apink              | BTS           | Sistar            | EXO               | TaeTiSeo        | B1A4      |           |           |           |           |   |           |
| 25.º    | 2016 | Big Bang     | Zion.T             | EXID             | VIXX           | Taeyeon           | Yoon Mi Rae    | Apink              | BTS           | Sistar            | EXO               | Red Velvet      | SHINee    |           |           |           |           |   |           |
| 26.º    | 2017 | Zico         | Sechs Kies         | Got7             | VIXX           | Taeyeon           | Mamamoo        | GFriend            | BTS           | Seventeen         | EXO               | Red Velvet      | Twice     |           |           |           |           |   |           |
| 27.º    | 2018 | BtoB         | Super Junior       | Got7             | Bolbbalgan4    | Blackpink         | NU'EST W       | Wanna One          | BTS           | Seventeen         | EXO               | Red Velvet      | Twice     |           |           |           |           |   |           |
| 28.º    | 2019 | iKon         | Momoland           | NCT 127          | Mamamoo        | Monsta X          | NU'EST W       | Wanna One          | BTS           | Seventeen         | EXO               | Red Velvet      | Twice     |           |           |           |           |   |           |
| 29.º    | 2020 | Taeyeon      | Super Junior       | NCT Dream        | Mamamoo        | Monsta X          | NU'EST W       | Chungha            | BTS           | Paul Kim          | EXO               | Red Velvet      | Twice     |           |           |           |           |   |           |
| 30.º    | 2021 | Ateez        | Iz*One             | NCT 127          | Oh My Girl     | Monsta X          | NU'EST         | TXT                | BTS           | Seventeen         | Kang Daniel       | Stray Kids      | Twice     |           |           |           |           |   |           |
| 31.º    | 2022 | Ateez        | Heize              | NCT 127          | Oh My Girl     | Aespa             | Enhypen        | Brave Girls        | BTS           | Lim Young Woong   | Kang Daniel       | The Boyz        | Seventeen | IU        |           |           |           |   |           |
| 32.º    | 2023 | (G)I-dle     | Blackpink          | NCT Dream        | Stray Kids     | Aespa             | Got the Beat   | Kim Ho-joong       | BTS           | Lim Young Woong   | Kang Daniel       | Red Velvet      | Seventeen | PSY       | IVE       | Taeyeon   | Zico      |   |           |
| 33.º    | 2024 | (G)I-dle     | Jungkook           | NCT Dream        | Stray Kids     | Aespa             | NewJeans       | Sunmi              | Jimin         | Lim Young Woong   | Kang Daniel       | Zerobaseone     | Seventeen | Nmixx     | IVE       | StayC     | Riize     | V | Young Tak |

### Mejor Álbum
| Edición | Año  | Ganador       | Canción               | Álbum                            | Nota           |
| ------- | ---- | ------------- | --------------------- | -------------------------------- | -------------- |
| 17.º    | 2008 | Epik High     | «Fan»                 | Remapping the Human Soul         | 4.º álbum      |
| 18.º    | 2009 | Big Bang      | «Sunset Glow»         | Remember                         | 2.º álbum      |
| 19.º    | 2010 | Drunken Tiger | «Feel gHood Muzik"»   | Feel gHood Muzik: The 8th Wonder | 8.º álbum      |
| 20.º    | 2011 | Psy           | «Right Now»           | Psy Five                         | 5.º álbum      |
| 21.º    | 2012 | IU            | «You & I»             | Last Fantasy                     | 2.º álbum      |
| 22.º    | 2013 | G-Dragon      | «Crayon»              | One of A Kind                    | 1.º miniálbum  |
| 23.º    | 2014 | Cho Yong Pil  | «Bonuce»              | Hello                            | 19.º álbum     |
| 24.º    | 2015 | Beast         | «12:30»               | Time                             | 7.º miniálbum  |
| 25.º    | 2016 | BoA           | «Kiss My Lips»        | Kiss My Lips                     | 8.º álbum      |
| 26.º    | 2017 | BTS           | «Blood Sweat & Tears» | Wings                            | 2.° álbum      |
| 27.º    | 2018 | IU            | «Palette»             | Palette                          | 4.º álbum      |
| 28.º    | 2019 | BTS           | «Fake Love»           | Love Yourself: Tear              | 3.º álbum      |
| 30.º    | 2021 | BTS           | «On»                  | Map of the Soul: 7               | 4.º álbum      |
| 31.º    | 2022 | NCT Dream     | «Hot Sauce»           | Hot Sauce                        | 1.º álbum      |
| 32.º    | 2023 | BTS           | -                     | Proof                            | 1.º antología  |
| 33.º    | 2024 | Seventeen     | -                     | FML                              | 10.º miniálbum |

### Grabación del Año (Digital)
| Edición | Año  | Ganador           | Canción          |
| ------- | ---- | ----------------- | ---------------- |
| 17.º    | 2008 | Big Bang          | «Lies»           |
| 18.º    | 2009 | Wonder Girls      | «Nobody»         |
| 19.º    | 2010 | Girls' Generation | «Gee»            |
| 20.º    | 2011 | IU                | «Good Day»       |
| 21.º    | 2012 | T-ara             | «Roly Poly»      |
| 22.º    | 2013 | Sistar            | «Alone»          |
| 23.º    | 2014 | EXO               | «Growl»          |
| 24.º    | 2015 | Soyou & Jung Gigo | «Some»           |
| 25.º    | 2016 | Big Bang          | «Bang Bang Bang» |
| 26.º    | 2017 | Twice             | «Cheer Up»       |
| 27.º    | 2018 | Yoon Jong-shin    | «Like It»        |
| 28.º    | 2019 | iKon              | «Love Scenario»  |
| 30.º    | 2021 | BTS               | «Dynamite»       |
| 31.º    | 2022 | IU                | «Lilac»          |
| 32.º    | 2023 | IVE               | «Love Dive»      |
| 33.º    | 2024 | NewJeans          | «OMG»            |

### Mejor Artista Nuevo
| Edición | Año  | Ganadores        | Ganadores          | Ganadores        | Ganadores     | Ganadores |
| ------- | ---- | ---------------- | ------------------ | ---------------- | ------------- | --------- |
| 1.º     | 1990 | Kim Min-woo      | Shin Hae Chul      |                  |               |           |
| 2.º     | 1991 | Shim Shin        | Shin Seung Hun     |                  |               |           |
| 3.º     | 1992 | Lee Deok Jin     | Seo Taiji and Boys |                  |               |           |
| 4.º     | 1993 | Choi Yeon-je     |                    |                  |               |           |
| 5.º     | 1994 | Go Bon-seung     |                    |                  |               |           |
| 6.º     | 1995 | Sung Jin-woo     | Yook Gak-soo       |                  |               |           |
| 7.º     | 1996 | Young Turks Club |                    |                  |               |           |
| 8.º     | 1997 | Lee Ji Hoon      | Yangpa             |                  |               |           |
| 9.º     | 1998 | NRG              | Jo Sungmo          | Kim Hyun Jung    | Yoo Ri        |           |
| 10.º    | 1999 | Lee Jung Hyun    | Koyote             | Sharp            | Chae Jung Ahn |           |
| 11.º    | 2000 | Park Hwayobi     | J.ae               |                  |               |           |
| 12.º    | 2001 | Brown Eyes       | Sung Si Kyung      | Jadu             | Morning Bond  | To-ya     |
| 13.º    | 2002 | Rizi             | Rain               | Wheesung         |               |           |
| 14.º    | 2003 | Maya             | Se7en              | Big Mama         |               |           |
| 15.º    | 2004 | TVXQ             | Lee Seung Gi       | SG Wannabe       |               |           |
| 16.º    | 2006 | Super Junior     | See Ya             | Brown Eyed Girls |               |           |
| 17.º    | 2008 | F.T. Island      | Girls' Generation  | Wonder Girls     |               |           |
| 18.º    | 2009 | Davichi          | Mighty Mouth       | SHINee           |               |           |
| 19.º    | 2010 | BEAST            | T-ara              | After School     |               |           |
| 20.º    | 2011 | The Boss         | Sistar             | CNBLUE           |               |           |
| 21.º    | 2012 | B1A4             | Apink              | Boyfriend        |               |           |
| 22.º    | 2013 | EXO              | Ailee              | B.A.P            | Lee Hi        |           |
| 23.º    | 2014 | BTS              | Lim Kim            | Crayon Pop       |               |           |
| 24.º    | 2015 | Got7             | Eddy Kim           | Red Velvet       |               |           |
| 25.º    | 2016 | Seventeen        | GFriend            | iKON             |               |           |
| 26.º    | 2017 | I.O.I            | NCT 127            | Blackpink        |               |           |
| 27.º    | 2018 | Pristin          | Chungha            | Wanna One        |               |           |
| 28.º    | 2019 | Stray Kids       | Iz*One             |                  |               |           |
| 29.º    | 2020 | TXT              | AB6IX              | Itzy             |               |           |
| 30.º    | 2021 | Treasure         | Aespa              | Enhypen          |               |           |
| 31.º    | 2022 | Lee Mujin        | EPEX               | Omega X          |               |           |
| 32.º    | 2023 | Le Sserafim      | NewJeans           | TNX              |               |           |
| 33.º    | 2024 | Riize            | Zerobaseone        |                  |               |           |

### Mejor Trot
| Edición | Año  | Ganadores                     |
| ------- | ---- | ----------------------------- |
| 17.º    | 2008 | Park Hyun Bin                 |
| 18.º    | 2009 | Park Hyun Bin                 |
| 19.º    | 2010 | Park Hyun Bin, Park Sang-chul |
| 20.º    | 2011 | Jang Yun-jeong                |
| 25.º    | 2016 | Hong Jin-young                |
| 26.º    | 2017 | Tae Jin Ah                    |
| 29.º    | 2020 | Song Ga-in                    |
| 30.º    | 2021 | Lim Young-woong               |
| 31.º    | 2022 | Lim Young-woong               |
| 32.º    | 2023 | Young Tak                     |
| 33.º    | 2024 | Young Tak                     |

### Mejor Balada
| Edición | Año  | Ganadores     |
| ------- | ---- | ------------- |
| 26.º    | 2017 | Baek A Yeon   |
| 28.º    | 2019 | Im Chang-jung |
| 29.º    | 2020 | Kim Jae-hwan  |
| 30.º    | 2021 | Sandeul       |
| 31.º    | 2022 | Wendy         |
| 32.º    | 2023 | Younha        |
| 33.º    | 2024 | Young K       |

### Mejor R&B / Hip Hop
| Edición | Año  | Ganadores         |
| ------- | ---- | ----------------- |
| 19.º    | 2010 | Bobby Kim         |
| 25.º    | 2016 | San E             |
| 28.º    | 2019 | Drunken Tiger     |
| 29.º    | 2020 | Kassy             |
| 30.º    | 2021 | Jessi             |
| 31.º    | 2022 | Hyuna             |
| 32.º    | 2023 | Be'O, Big Naughty |
| 33.º    | 2024 | Dynamic Duo       |

### Mejor Performance de Baile
| Edición | Año  | Ganador (femenino) | Ganador (masculino) |
| ------- | ---- | ------------------ | ------------------- |
| 24.º    | 2015 | Hyuna              |                     |
| 25.º    | 2016 | Ailee              | Monsta X            |
| 26.º    | 2017 | Twice              | BTS                 |
| 27.º    | 2018 | Mamamoo            | NCT 127             |
| 28.º    | 2019 | GFriend            |                     |
| 29.º    | 2020 |                    | Ha Sung-woon        |
| 30.º    | 2021 | (G)I-dle           | The Boyz            |
| 31.º    | 2022 | StayC              | Enhypen             |
| 32.º    | 2023 | (G)I-dle           |                     |
| 33.º    | 2024 | Billlie            |                     |

### Descubrimiento del Año
| Edición | Año  | Ganadores      |
| ------- | ---- | -------------- |
| 26.º    | 2017 | Han Dong-geun  |
| 26.º    | 2017 | Cosmic Girls   |
| 27.º    | 2018 | Monsta X       |
| 28.º    | 2019 | Yang Da-il     |
| 29.º    | 2020 | Kim Hyun-chul  |
| 30.º    | 2021 | Itzy           |
| 31.º    | 2022 | Lang Lee       |
| 32.º    | 2023 | Lee Seung Yoon |
| 33.º    | 2024 | Fifty Fifty    |

### Mejor Banda
| Edición | Año  | Ganadores        |
| ------- | ---- | ---------------- |
| 26.º    | 2017 | Kiha & The Faces |
| 27.º    | 2018 | iamnot           |
| 28.º    | 2019 | Crying Nut       |
| 29.º    | 2020 | Daybreak         |
| 30.º    | 2021 | Leenalchi        |
| 32.º    | 2023 | Jannabi          |
| 33.º    | 2024 | Xdinary Heroes   |

### Mejor OST
| Edición | Año  | Ganadores       | Canción                                | Serie                           |
| ------- | ---- | --------------- | -------------------------------------- | ------------------------------- |
| 12.º    | 2001 | Kim Tae Jeong   |                                        |                                 |
| 13.º    | 2002 | Kang Seong      |                                        |                                 |
| 14.º    | 2003 |                 |                                        | Punch OST                       |
| 15.º    | 2004 | Jo Sung Mo      | «By Your Side»                         | Lovers in Paris OST             |
| 16.º    | 2006 | Sweet Sorrow    | «No matter how I think about it»       | Alone in Love OST               |
| 21.º    | 2012 | Baek Ji Young   | «That Woman»                           | Secret Garden OST               |
| 22.º    | 2013 | Lee Jong Hyun   | «My Love»                              | A Gentleman's Dignity OST       |
| 23.º    | 2014 | The One         | «Winter Love»                          | That Winter, the Wind Blows OST |
| 24.º    | 2015 | Lyn             | «My Destiny»                           | My Love from the Star OST       |
| 25.º    | 2016 | Jang Jae-in     | «Hallucination»                        | Kill Me, Heal Me OST            |
| 26.º    | 2017 | Gummy           | «You Are My Everything»                | Descendants of the Sun OST      |
| 27.º    | 2018 | Ailee           | «I Will Go to You Like the First Snow» | Goblin OST                      |
| 29.º    | 2020 | Taeyeon         | «All About You»                        | Hotel del Luna OST              |
| 30.º    | 2021 | Jo Jung-suk     | «Aloha»                                | Hospital Playlist OST           |
| 31.º    | 2022 | Lim Young-woong | «Love Always Run Away»                 | Young Lady and Gentleman OST    |
| 32.º    | 2023 | MeloMance       | «Love, Maybe»                          | Business Proposal OST           |
| 33.º    | 2024 | Baekhyun        | «Hello»                                | Dr. Romantic 3 OST              |

### Premio a la Popularidad
| Edición | Año  | Ganadores         |
| ------- | ---- | ----------------- |
| 11.º    | 2000 | Baby V.O.X.       |
| 11.º    | 2000 | SKY               |
| 11.º    | 2000 | Clic-B            |
| 12.º    | 2001 | Clic-B            |
| 15.º    | 2004 | Shinhwa           |
| 15.º    | 2004 | TVXQ              |
| 16.º    | 2006 | Super Junior      |
| 16.º    | 2006 | TVXQ              |
| 17.º    | 2008 | Super Junior      |
| 18.º    | 2009 | Big Bang          |
| 18.º    | 2009 | TVXQ              |
| 19.º    | 2010 | Super Junior      |
| 19.º    | 2010 | 2PM               |
| 20.º    | 2011 | Girls' Generation |
| 20.º    | 2011 | SHINee            |
| 21.º    | 2012 | Girls' Generation |
| 21.º    | 2012 | Lee Seung Gi      |
| 22.º    | 2013 | SHINee            |
| 22.º    | 2013 | Lee Seung Gi      |
| 23.º    | 2014 | SHINee            |
| 23.º    | 2014 | B1A4              |
| 24.º    | 2015 | Taemin            |
| 25.º    | 2016 | Kim Junsu         |
| 26.º    | 2017 | SHINee            |
| 27.º    | 2018 | Taemin            |
| 28.º    | 2019 | SHINee            |
| 29.º    | 2020 | EXO               |
| 30.º    | 2021 | Lim Young-woong   |
| 31.º    | 2022 | Lim Young-woong   |
| 32.º    | 2023 | Lim Young-woong   |
| 33.º    | 2024 | Kim Ho-joong      |

### Premio Especial K-Wave (Hallyu Daesang)
| Edición | Año  | Ganadores         |
| ------- | ---- | ----------------- |
| 12.º    | 2001 | Kim Hyun Jung     |
| 13.º    | 2002 | Baby V.O.X.       |
| 14.º    | 2003 | S                 |
| 15.º    | 2004 | Park Yong Ha      |
| 15.º    | 2004 | Baby V.O.X.       |
| 16.º    | 2006 | Kangta            |
| 17.º    | 2008 | Paran             |
| 18.º    | 2009 | SS501             |
| 19.º    | 2010 | Super Junior      |
| 20.º    | 2011 | Girls' Generation |
| 21.º    | 2012 | KARA              |
| 22.º    | 2013 | Super Junior      |
| 23.º    | 2014 | SHINee            |
| 24.º    | 2015 | Infinite          |
| 25.º    | 2016 | EXO               |
| 26.º    | 2017 | Astro             |
| 27.º    | 2018 | EXO               |
| 28.º    | 2019 | EXO               |
| 29.º    | 2020 | EXO               |
| 30.º    | 2021 | BTS               |
| 31.º    | 2022 | EXO               |
| 32.º    | 2023 | Suho (EXO)        |
| 33.º    | 2024 | Kim Ho-joong      |

## Categorías descontinuadas

### Premio Fandom School
| Edición | Año  | Ganadores |
| ------- | ---- | --------- |
| 26.º    | 2017 | EXO       |
| 27.º    | 2018 | EXO       |
| 28.º    | 2019 | Wanna One |

### Mejor Vídeo Musical
| Edición | Año  | Ganadores      |
| ------- | ---- | -------------- |
| 9.º     | 1999 | Kim Se-hun     |
| 10.º    | 2000 | Hong Jong-ho   |
| 11.º    | 2001 | Kim Se-hun     |
| 12.º    | 2002 | Cha Eun-taek   |
| 13.º    | 2003 | Jang Jae-hyeok |
| 14.º    | 2004 | Cha Eun-taek   |
| 15.º    | 2005 | Kim Tae-uk     |
| 26.º    | 2017 | BTS            |

### Mejor Folk
| Edición | Año  | Ganadores       |
| ------- | ---- | --------------- |
| 12.º    | 2002 | Park Gang-seong |
| 13.º    | 2003 | Yurisangja      |
| 14.º    | 2004 | Park Gang-seong |

### Mejor R&B
| Edición | Año  | Ganadores        |
| ------- | ---- | ---------------- |
| 13.º    | 2003 | Park Jeong-hyeon |

### Mejor R&B / Soul
| Edición | Año  | Ganadores |
| ------- | ---- | --------- |
| 27.º    | 2018 | Suran     |

### Mejor R&B / Balada
| Edición | Año  | Ganadores |
| ------- | ---- | --------- |
| 20.º    | 2011 | 2AM       |
| 21.º    | 2012 | 4MEN      |
| 22.º    | 2013 | K.Will    |
| 23.º    | 2014 | K.Will    |
| 24.º    | 2015 | K.Will    |
| 25.º    | 2016 | BTOB      |

### Mejor Hip Hop
| Edición | Año  | Ganadores     |
| ------- | ---- | ------------- |
| 12.º    | 2001 | Drunken Tiger |
| 13.º    | 2002 | YG Family     |
| 14.º    | 2003 | Cho Yong Pil  |
| 15.º    | 2004 | Bobby Kim     |
| 19.º    | 2010 | Drunken Tiger |
| 20.º    | 2011 | Supreme Team  |
| 21.º    | 2012 | Clover        |
| 22.º    | 2013 | Double K      |
| 23.º    | 2014 | Dynamic Duo   |
| 24.º    | 2015 | San E & Raina |
| 25.º    | 2016 | San E         |
| 26.º    | 2017 | MOBB          |

### Premio Show y Cultura
| Edición | Año  | Ganadores      |
| ------- | ---- | -------------- |
| 18.º    | 2009 | Kim Jang Hoon  |
| 19.º    | 2010 | Psy            |
| 20.º    | 2011 | Bobby Kim      |
| 22.º    | 2013 | Kim Jang Hoon  |
| 23.º    | 2014 | Lee Seung Chul |
| 24.º    | 2015 | Im Chang Jung  |
| 25.º    | 2016 | Hyukoh         |

### Mejor Escritor de Letras
| Edición | Año  | Ganadores       |
| ------- | ---- | --------------- |
| 1.º     | 1990 | No Young-shim   |
| 2.º     | 1991 | Park Ju-yeon    |
| 3.º     | 1992 | Yang In-ja      |
| 4.º     | 1993 | Yu Yeong-geon   |
| 6.º     | 1995 | Lee Gun-woo     |
| 7.º     | 1996 | Yoon Seong-hee  |
| 9.º     | 1998 | Kim Jong-hwan   |
| 10.º    | 1999 | Jang Dae-seong  |
| 11.º    | 2000 | Chae Jeong-eun  |
| 12.º    | 2001 | Han Gyeong-hye  |
| 13.º    | 2002 | Shim Hyeon-bo   |
| 14.º    | 2003 | Park Gyeong-jin |
| 15.º    | 2004 | Psy             |

### Mejor Composición
| Edición | Año  | Ganadores        |
| ------- | ---- | ---------------- |
| 1.º     | 1990 | Ha Gwang-hun     |
| 2.º     | 1991 | Yoon Sang        |
| 3.º     | 1992 | Kim Gi-pyo       |
| 4.º     | 1993 | Seo Taiji        |
| 5.º     | 1994 | Kim Chang-hwan   |
| 6.º     | 1995 | Kim Chang-hwan   |
| 7.º     | 1996 | Choi Jun-yeong   |
| 8.º     | 1997 | Lee Gyeong-seop  |
| 9.º     | 1998 | Choi Jun-yeong   |
| 10.º    | 1999 | Choi Jun-yeong   |
| 11.º    | 2000 | Lee Gyeong-seop  |
| 12.º    | 2001 | Park Jin-yeong   |
| 13.º    | 2002 | Lim Gi-hun       |
| 14.º    | 2003 | Park Geun-tae    |
| 15.º    | 2004 | Yoon Myeong-seon |
| 16.º    | 2006 | Cho Yeong-su     |

## Otros premios
| Edición | Año  | Premio                              | Ganadores                             |
| ------- | ---- | ----------------------------------- | ------------------------------------- |
| 14.º    | 2004 | Mejor Live                          | Cho Yong-pil                          |
| 15.º    | 2005 | Mejor Live                          | Hwang Gyu-hak                         |
| 15.º    | 2005 | Premio a la Producción              | Jeong Won-gwan                        |
| 16.º    | 2007 | Premio a la Producción              | Hong Ik-seon                          |
| 16.º    | 2007 | Premio a la Producción de Grabación | Kim Gwang-su                          |
| 16.º    | 2007 | Premio Mobile                       | Super Junior                          |
| 17.º    | 2008 | High1 Premio de Música              | Girls' Generation                     |
| 18.º    | 2009 | High1 Premio de Música              | Big Bang                              |
| 18.º    | 2009 | Premio Mobile                       | Big Bang                              |
| 18.º    | 2009 | YTN Premio Estrella                 | Baek Ji Young                         |
| 24.º    | 2015 | iQiyi Premio de Popularidad         | EXO                                   |
| 26.º    | 2017 | Colaboración Mundial                | Punch X Silentó                       |
| 26.º    | 2017 | Premio a la Dirección               | Lee Dong-suk                          |
| 27.º    | 2018 | Premio Especial del Jurado          | Bom Yeoreum Gaeul Kyeoul              |
| 27.º    | 2018 | Premio a la Dirección               | Bang Si-hyuk                          |
| 27.º    | 2018 | Baile Tik Tok                       | Mamamoo                               |
| 27.º    | 2018 | Baile Tik Tok                       | NCT 127                               |
| 28.º    | 2019 | Premio Especial del Jurado          | Adoy                                  |
| 29.º    | 2020 | Premio a la Popularidad QQ Music    | EXO                                   |
| 30.º    | 2021 | Premio Fan PD Artist                | Kang Daniel                           |
| 30.º    | 2021 | Premio WhosFandom                   | BTS                                   |
| 30.º    | 2021 | Premio Leyenda Rookie               | iKon                                  |
| 30.º    | 2021 | Premio Leyenda                      | Big Bang                              |
| 31.º    | 2022 | Premio Mejor Artista Global         | BTS                                   |
| 31.º    | 2022 | Premio Mejor Artista U+ Idol Live   | BTS                                   |
| 31.º    | 2022 | Premio Especial del Jurado          | Jung Dong Ha                          |
| 32.º    | 2023 | Premio Mejor Artista Global         | PSY                                   |
| 32.º    | 2023 | Premio Mejor Artista Idol Plus      | BTS                                   |
| 32.º    | 2023 | Premio New Star Idol Plus           | Tempest                               |
| 32.º    | 2023 | Premio Especial K-Pop               | Kara                                  |
| 32.º    | 2023 | Premio Leyenda                      | BoA                                   |
| 32.º    | 2023 | Premio New Wave Star                | Kep1er                                |
| 32.º    | 2023 | Premio New Wave Star                | TAN                                   |
| 32.º    | 2023 | Premio New Wave Star                | Lapillus                              |
| 33.º    | 2024 | Premio Mejor Artista Global         | Blackpink                             |
| 33.º    | 2024 | Premio Mejor Productor Global       | BamBam, Mark Tuan, Youngjae           |
| 33.º    | 2024 | Premio Especial K-Pop               | Sandara Park                          |
| 33.º    | 2024 | Premio a la Trayectoria             | Kim Soo-chul                          |
| 33.º    | 2024 | Premio Especial Y Global            | N.SSign                               |
| 33.º    | 2024 | Premio Fan Choice del Año           | V (Layover)                           |
| 33.º    | 2024 | Premio Tendencia Mundial            | BTS                                   |
| 33.º    | 2024 | Premio Mejor Artista Tailandés      | Zee Pruk & Nunew (Cutie Pie 2 You)    |
| 33.º    | 2024 | Premio Mejor Artista Tailandés      | Gemini & Fourth (My School President) |
| 33.º    | 2024 | Premio New Wave Star                | Kiss of Life                          |
| 33.º    | 2024 | Premio New Wave Star                | Plave                                 |
| 33.º    | 2024 | Premio New Wave Star                | Yuju                                  |